# Spaanse Mark
De Spaanse Mark (Marca Hispanica) was een bufferzone gecreëerd door Karel de Grote in 795 tussen de provincie Septimanië van het Frankische Koninkrijk, als defensieve barrière tegen de Omajjaden van Andalusië. 
In bredere zin, verwees het naar een groep vroege Iberische rijkjes of graafschappen die door de Franken gecreëerd werden en waarvan Andorra het enige overblijvende is. Naarmate de tijd verstreek, smolten deze graafschappen samen of verwierven ze onafhankelijkheid van het Frankische rijk.
De titel werd later ook voor Catalonië gebruikt bij de aanvang van de Reconquista en wordt soms als synoniem ervoor gebruikt, al besloeg het oorspronkelijk alle graafschappen die in de grensstreek tussen beide koninkrijken lagen.

## Geografie
Het gebied komt ruwweg overeen met de regio tussen de Pyreneeën en de Ebro. Qua bevolking was het zeer divers: er woonden Iberiërs, Basken, Joden en Visigoten die onderworpen waren door het moslimemiraat uit het zuiden of het Frankische Rijk uit het noorden. De omvang van het gebied veranderde naargelang de kracht van een van beide rijken of de feodale ambities van de graven of walis, die aangesteld werden om de graafschappen te besturen. Uiteindelijk werden de heersers van de Mark autonoom en eisten ze hun onafhankelijkheid op. Uit de veelheid aan graafschappen zouden de koninkrijken van Navarra, Aragon en Catalonië ontstaan.
De graafschappen die op verschillende tijden deel uitmaakten van de Mark omvatten: Pamplona, Sangüesa, Jaca (Aragón), Sobrarbe, Ribagorza, Pallars, Urgell, Cerdanya, Conflent, Roussillon, Vallespir, Perelada, Empúries, Besalú, Ausona (Osona), Barcelona en Gerona.

Graafschappen van de Spaanse Mark

## Oorsprong
De Marca Hispanica ontstond als het resultaat van drie golven van gevechten tussen de Franken en de Moren op het Iberisch Schiereiland. De mosliminvasie reikte aanvankelijk tot aan de Pyreneeën. In 719 kwam daar verandering in: Al-Samh ibn Malik stootte door langs de oostkust waarbij het Visigotische koninkrijk van Septimanië onder de voet gelopen werd. Hij veroverde Narbonne en vestigde aldaar een versterkte basis. De controle werd verzekerd door verdragen af te sluiten, de lokale bevolking zeer genereus te behandelen en in te huwelijken in de lokale belangrijke families.
Verdere expansie werd een halt toegeroepen door hun nederlaag in de Slag bij Toulouse (721). Walis werden geïnstalleerd te Gerona en Barcelona. De moslimtroepen bleven echter invallen uitvoeren op hun Frankische buren tot zover als Autun. Er kwam een vredesverdrag in 730 tussen de overwinnaar van Toulouse, de graaf van Aquitanië en Uthman ibn Naissa (Munuza) de Berber, ondergouverneur van Narbonne, bezegeld door het huwelijk van de dochter van de graaf met Munuza. Munuza zag het hierop te groots en kwam in opstand tegen zijn Andalusische meesters waarop hij verslagen werd en een nieuwe periode van moslimexpansie begon.
In 732 vielen moslimtroepen opnieuw Gallië en Aquitanië aan en wisten aanvankelijk succes te boeken zoals de plundering van Bordeaux. De graaf van Aquitanië stond er alleen voor aangezien hij van zijn Frankische suzerein geen hulp kreeg. Deze wilde immers zijn greep op het graafschap opnieuw vergroten. Bij de slag van Poitiers versloeg Karel Martel het moslimleger en dreef hij de invallers terug. Het gebied kwam nu opnieuw onder Karolingische controle. Verdere campagnes in 736-737 dreven de Moren verder zuidwaarts. Karel slaagde er echter niet in Narbonne te heroveren dat door zowel de moslims als de Visigotische bevolking verdedigd werd. In 759 viel de stad dan in handen van Karels zoon Peppijn de Korte.
Deze laatste trachtte de definitieve grenzen van zijn koninkrijk te verleggen tot voorbij de grenzen van Septimanië. Zijn dood in 768 verhinderde dit. Zijn zoon, Karel de Grote, zou het werk van zijn vader en grootvader voortzetten. Dit eindigde in het creëren van de Spaanse Mark als sterke bufferstaat tussen het Omajjaden-kalifaat en het Frankische Rijk.

## Creatie
De Franken creëerden de Mark door het veroveren van voormalige Visigotische staatjes die ofwel veroverd waren door de moslims of die zich ermee geallieerd hadden.
Het eerste graafschap dat veroverd werd, was Roussillon (met Vallespir) rond 760. In 785 volgde het graafschap Gerona (met Besalú) ten zuiden van de Pyreneeën. Ribagorza en Pallars werden gelinkt aan Tolosa en aan dit graafschap toegevoegd rond 790. Urgell en Cerdanya volgden in 798. De eerste verwijzingen naar het graafschap van Empúries (met Perelada) dateren van 812 maar vermoedelijk was het al voor 800 onder Frankische controle.
Na een reeks gevechten werd het graafschap Barcelona (met Ausona) in 801 door de Franken veroverd. Tussen 798 en 802 werden er een reeks burchten gebouwd in Aragon. Pamplona (en Sangüesa) stonden onder Frankische controle tot 817 en ging toen verloren aan Baskische en christelijk Iberische troepen. De datum waarop Sobrarbe aan de Mark toegevoegd werd, is onduidelijk.
Na het verlies van Pamplona in 817, gevolgd door dat van Aragón in 820 werd de Mark vaak Gothië genoemd naar de Visigotische bevolking. Hiernaast hielden de graven vaak ook land in Septimanië waardoor de hele regio soms ook die benaming mee kreeg.

### Structuur
De lokale bevolking was zeer divers en omvatte onder meer: Hispano-Romeinen, Iberiërs, Basken, Joden en Visigoten. Karels zoon, Lodewijk, veroverde Barcelona op de Moren in 801 en bevestigde aldus de Frankische autoriteit in de Mark. De graven van Barcelona werden aldus de belangrijkste vertegenwoordigers van het Frankische Rijk in de Mark. De Mark omvatte verscheidene kleine territoria, elk bestuurd door een lagere miles en zijn gewapende aanhangers die in theorie trouw zwoeren aan de Keizer door de Graaf. Deze eed van trouw verzwakte met elke nieuwe Karolingische heerser en hun opvolgers, de Capetingers. Deze miles werden graaf genoemd, en wanneer ze over meerdere graafschappen heersten, namen ze vaak de titel Ducem (hertog) aan. En wanneer het graafschap de grens vormde met het moslimkoninkrijk werd de Frankische titel van markies of markgraaf gekozen. In Catalonië en later ook in Castilië, omvatte elk graafschap meerdere catlá ("kastelaan" of heer van de burcht). De grenzen daarvan lagen meestal op ongeveer 1 dagrit per paard uiteen. Deze regio's waren dan ook bezaaid met burchten waaraan ze hun respectievelijke benamingen te danken hebben: Catalunya in het Catalaans en Castilla in het Castiliaans.
Graafschappen die in de 9e eeuw ontstonden aan het oostelijke eind van de Pyreneeën als apanages (afhankelijkheden) van de graven van Barcelona, omvatten onder meer: Cerdanya, Gerona en Urgell.
In de vroege 9e eeuw vaardigde Karel de Grote een nieuwe soort landschenking uit: de Aprisio. Deze wees land, dat aan de Kroon behoorde, toe in gebieden die verwoest of verlaten waren. Hieraan hingen speciale rechten en vrijstellingen vast die een aanzienlijke onafhankelijkheid van de Kroon inhielden. Geschiedkundigen zien deze Aprisio zowel als een vroege vorm van feodalisme en in economische en militaire zin als een manier om ontvolkte grensgebieden aantrekkelijk te maken voor kolonisten. Zulke zelfbedruipende landeigenaars zouden de graaf helpen door hem gewapende mannen te leveren om de Frankische grens te verdedigen. Zulke Aprisio-schenkingen (de eerste waren in Septimanië) werden door de Karolingische vorst persoonlijk gegeven om op die manier te trachten de loyaliteit aan het centrale gezag te versterken in die gebieden waar de lokale graven veel macht hadden.
Desondanks zorgden de moeilijke communicatie en het verre centrale gezag ervoor dat deze vroege feodale heerlijkheden zich vaak ontwikkelden tot zelfbedruipende sterk agrarische gebieden, elkeen bestuurd door een kleine militaire elite. Deze ontwikkelingen in Catalonië waren sterk gelijkend aan die in andere grensstreken en Marken. De eerste graaf van Barcelona Bera bijvoorbeeld was rechtstreeks door de Koning benoemd in 801 maar, sterke erfgenamen konden er echter in slagen deze titel over te erven zoals bijvoorbeeld Sunifried (844-848). Dit leidde er geleidelijk toe dat dit de gewoonte werd en het Graafschap overerfbaar werd (voor Wilfried de Harige in 897). Uiteindelijk werd het Graafschap gewoon onafhankelijk verklaard (door Borrel in 895).
In elke fase ging de de facto situatie de de jure vastlegging ervan vooraf. De wet regulariseerde de bestaande situatie. Sommige graven gingen zelfs zover zich de Frankische titel van Markgraaf van de Spaanse Mark aan te meten. De vroege geschiedenis van Andorra levert een vrij typisch voorbeeld van zo'n ontwikkeling en het is bovendien de enige zelfstandig overlevende van de Spaanse Mark. Alle andere graafschappen gingen uiteindelijk op in nationale staten.